# AEK-919K
AEK-919K Kashtan (tiếng Nga:АЕК-919К Каштан) là loại súng tiểu liên phát triển tại nhà máy cơ khí Kovrov đầu những năm 1990 cho lực lượng quân đội và thi hành công vụ Nga. Nó có thiết kế dựa trên khẩu súng tiểu liên Steyr MPi-69 của Áo, nhưng khi thử nghiệm thì có rất nhiều sai sót phải chỉnh sửa lại. Mẫu thử nghiệm được chấp nhận có chiều dài tổng thể được giảm xuống, nút khóa an toàn được thay bằng nút chọn chế độ bắn và khả năng sát thương được cải thiện. Loại súng mới được đặt tên thiết kế là АЕK-919K Kashtan, nó được sử dụng một cách hạn chế trong các lực lượng đặc nhiêm Nga trong cả quân đội và thi hành công vụ.

## Thiết kế
AEK-919K sử dụng cơ chế nạp đạn blowback cơ bản, có thể chọn các chế độ bắn khác nhau. Bắn khi bolt mở, sử dụng loại đạn 9x18mm Makarov và hộp đạn rời 20 đến 30 viên. Tay cầm và các linh kiện được làm từ thép ép, cò súng và vòng bảo vệ cò súng làm bằng nhựa tổng hợp. Nút lên đạn nằm ở bên trái của tay cầm nó sẽ không di chuyển khi súng đang bắn. AEK-919K sử dụng hệ thống nhắm là điểm ruồi có hiệu quả trong khoảng 50 đến 100 m, nó có thể gắn thêm hệ thống nhắm laser và hệ thống nhắm điểm đỏ. Đầu nòng của АЕK-919K có các cạnh và rãnh xoắn ốc nên có thể gắn ống hãm thanh một cách nhanh chóng. Báng súng gấp làm bằng thép với đệm được làm bằng cao su.

## Sử dụng
Việc sử dụng chiến đấu đầu tiên của khẩu AEK-919K được quan sát thấy vào mùa xuân năm 1995 khi một trong những đơn vị đặc nhiệm của FSB hoạt động chống khủng bố tại Chechnya. Năm 2002, các khẩu AEK-919K được trang bị cho phi công của các trực thăng Ka-50 hoạt động tại Chechnya và Dagestan. Nó cũng được cung cấp như loại sũ khí tự vệ cho một số lái xe cơ giới quân sự. Đến tháng 2 năm 2004 AEK-919K đã thử nghiệm thành công để trở thành vũ khí quân đội theo tiêu chuẩn của Bộ Quốc phòng, nó được sử dụng bởi số đơn đặc biệt của Bộ nội vụ Nga, FSO, Sở An ninh Liên bang và các trại giam Liên bang.